# Helga Ancher
Helga Cathrine Ancher, född 19 augusti 1883 i Skagen, död 18 mars 1964 i Skagen, var en dansk målare.
Helga Ancher var enda barnet till konstnärerna Anna och Michael Ancher och förekommer som barn ofta som motiv i föräldrarnas målningar. Hon utbildade sig till målare på Det Kongelige Danske Kunstakademi i Köpenhamn 1901–1904 för Valdemar Irminger och Viggo Johansen samt i Paris 1909–1910 för René Ménard och Lucien Simon. Helga Ancher erhöll 1958 Tagea Brandts rejselegat for kvinder.
Föräldrarnas hem i Skagen lät Helga Ancher efter moderns död 1935 bevara i det skick det hade då och skänkte sedermera detta till en stiftelse, vilken 1967 kunde öppna konstnärsbostaden som museum.  Ancher finns representerad vid bland annat Göteborgs konstmuseum.
Hon var ogift och hade inga barn.